# Gučetići
Gučetići (talijanski: Gozze) obitelj je dubrovačkih plemića od 10. – 21. stoljeća (po nepotvrđenoj predaji od 8. stoljeća), koja je u gospodarstvu i kulturi Dubrovačke Republike dala cijeli niz čelnika, diplomata, biskupa, književnika, umjetnika, vrtlara, pomoraca i drugih dubrovačkih uglednika. Kao obrazovani intelektualci posjedovali su jednu od najvećih obiteljskih knjižnica u Dubrovniku, koja se kroz naraštaje nadopunjavala i oporučno prenosila na potomke Gučetića, a to je ujedno bila i najveća zbirka djela starog Dubrovnika. Gučetići su također bili osnivači i stoljetni vlasnici prve dendrološke zbirke u Hrvatskoj, tj. našega najstarijeg Arboretuma Trsteno kod Dubrovnika.

### Rodoslovna povijest Gučetića
Po srednjovjekoj dubrovačkoj predaji, Gučetići su se negdje u 11.
st. doselili u Dubrovnik iz Livna u Bosni, a po toj tradiciji im je najraniji dubrovački patronim (nadimak) bio Pecorarius (tj. hr. Ovčarić, Ovčarević), jer da su ranije bili stočari sa stadima ovaca. Kasnije su stoljećima, sve do Jugoslavije, imali svoje posjede oko Stona i Trebinja u Popovu Polju, gdje su im potom oduzeti. U ranijim natuknicama im prezime ima oblike Goçe, Goze, Gozze i konačno u klasičnom Dubrovniku kao Gozze i Gučetić.
Njihov obiteljski rod je prvi puta u Dubrovniku jasno zapisan od god. 1253., a potom je poznat niz uglednih članova obiteljske loze Gučetića, od kojih se tu navode tridesetak najvažnijih: 
- Klement Gučetić, prvi imenom zapisan: kao dubrovački knez uveo carinske propise za stranu robu 1385.
- Rafo Gučetić (oko 1519. – oko 1591.),[2] kapetan
- Đuro Gučetić, kapetan: dovezao je iz Palestine danskog kralja Erika IX. 1424.
- Žuko Gučetić 1430. i Nikola Gučetić 1442: kao dubrovački diplomati u Carigradu, dobivaju od sultana Murata II. fermane (povelje) o razgraničenju Dubrovačke Republike i Turskog Carstva.
- Lujo Gučetić, diplomat: kao dubrovački poslanik u Bosni oko godine 1451.
- Ivan Marin Gučetić: na posjedu Gučetića uređuje Arboretum Trsteno kod Dubrovnika od 1494.
- Ivan Stijepo Gučetić (1451. – 1502.): dubrovački pjesnik.
- Dživoje Gučetić: dubrovački govornik i pjesnik početkom 16. stoljeća.
- Serafim Gučetić (Saro Gozze): kao dubrovački poslanik u Francuskoj, rješava pomorske sporove dubrovačkih brodova na Atlantiku 1530.
- Vito Klement Gučetić: stonski knez 1507. – 1554., član dubrovačkog vijeća, umro 1564.
- Bernardo Gučetić, franjevac i sitnoslikar: oslikao i napisao martirologij u Franjevačkoj knjižnici Dubrovnik 1541.
- Petar Gučetić, učeni sorbonski doktor teologije: biskup stonski od 1551. – 1564.
- Franjo Gučetić: ugledni dubrovački glazbenik, umro je godine 1558.
- Đuro Gučetić: kao dubrovački poslanik u Francuskoj, rješava plovidbu dubrovačkih brodova na Levantu 1574.
- Nikola Vitov Gučetić (Nicolò Vitale di Gozze), filozof i polihistor, doktor filozofije i teologije (1549. – 1610.): napisao niz radova o državi, obitelji, estetici, Aristotelu itd.
- Vlaho Klement Gučetić: član Velikog vijeća u Dubrovniku oko 1562., umro godine 1618.
- Ambroz Marin Gučetić: biskup stonski i član Dubrovačkog vijeća 1559. – 1570., umro 1632.
- Savko Gučetić (Savino Gozze): književnik i prevoditelj talijanskih djela, umro 1603.
- Ambroz Gučetić (Ambrosio Gozze)  (1563. – 1632.): dubrovački književnik, umro je god. 1632., povijesni i filozofski pisac
- Dživo Gučetić (Ivan Gozze): pjesnik i književnik, umro je godine 1667.
- Vladoje Gučetić, diplomat: zastupnik Dubrovačke Republike na Bečkom dvoru 1684.
- Ivan Marin Gučetić: ugledni dubrovački dobrotvor i sponzor "opera pia", oko 1738.
- Pavao Frane Gučetić: bio je ugledan dubrovački slikar u 18. stoljeću.
- Rafo Ivan Gučetić: spominje se kao ugledni dubrovački patricij, u Beču 1817.
- Melkior Gučetić: navodi se kao ugledni dubrovački plemić i patricij, u Beču 1836.
- Nikša Gučetić: oženjen u Dubrovniku 1937., s četvero djece (bez muških unuka).
- Vito Gučetić: zadnji domaći potomak obitelji u samom Dubrovniku i vlasnik Arboretuma Trsteno, kao 98-godišnji starac umro u Dubrovniku 1950.
- Marin Gučetić,  hrvatski gospodarstvenik i političar
- Sabo Gučetić Bendevišević, pjesnik i prevoditelj
- Pavao Gučetić, političar i diplomat
- Bazilij Gučetić, generalni vikar i filozofsko-teološki pisac
- Vladislav Gučetić (kulturnjak), kulturni zaslužnik
- Franjo Aleksandar Gučetić, crkveni prepisivač
- Petar Gučetić-Dragojević, bogoslov
- Vlaho Gučetić, pisac propovijedi
- Arkanđeo Gučetić Oblišić, vjerski pisac
- Vinko Marija Gučetić, vjerski pisac
- Bernardin Gučetić, iluminator
- Franjo Gučetić-Dragojević, minijaturist i skladatelj
- Jeronim Gučetić, hrv. pjesnik
- Ivan Gučetić, hrv. pjesnik humanist
- Ivan Gučetić ml., hrv. pjesnik, prevoditelj i dramatičar
- Vladislav Gučetić, hrv. pjesnik i pravni pisac

Ogranak ove obitelji spojio se s obitelji Baseljić (Basegli) te je nastala obitelj Bassegli-Gučetić.

### Ivan Stijepo Gučetić
Ivan Stijepo Gučetić (1454. – 1502.), pjesnik, književnik i izvrstan govornik, vrlo cijenjen u ranoj poeziji 15. stoljeća, pa su zato i neki drugi pisci u svojim zbirkama pretiskali više njegovih pjesama, npr. Jakov Bunić i Angelo Polliciano (1454. – 1494.). Kao vrhunski intelektualac, posjedovao je jednu od najbogatijih obiteljskih knjižnica u tadašnjem Dubrovniku. Umro je u Dubrovniku 11. ožujka 1502.

### Nikola Vitov Gučetić
Nikola Vitov (Vitko) Gučetić (Nicolò Vito Gozze, nadimak Vitković) iz Dubrovnika, živio je u 16. stoljeću. Studirao je u Italiji gdje je postigao titule magistra i doktora filozofije i teologije, pa je to bio jedan od najučenijih ranih intelektualaca iz loze Gučetića. Napisao je cijeli niz radova na latinskom, talijanskom, filozofske rasprave o Platonu i Aristotelu, o substanciji i prauzrocima svijeta, o ljepoti i ljubavi (Dialogo della Bellezza detto Antos, secondo la mente di Platone), o građanstvu i uređivanju države (Dello stato delle republiche secondo la mente di Aristotele), o duši i kajanju (Discorsi della penitenza), itd. Svoje glavno djelo o ustroju obitelji (Governo della famiglia) posvetio je svom rođaku Nikoli Luju Gučetiću za Novu godinu 1589. Biran je za kneza Dubrovačke Republike čak sedam puta.

### Savko Gučetić
Savko Gučetić (Savino Gozze, nadimkom Bendišević) bio je dubrovački pjesnik i književnik, rođen sredinom 16. stoljeća i umro u Dubrovniku početkom 17. st. Napisao je dramu pod naslovom  Dalide ali to monumentalno djelo zbog nepodobnoga predštokavskog jezika vukovski jugoslavisti većinom prikrivaju i prešućuju. Ova je drama tematski i koncepcijom dosta slična tragediji Williama Shakespearea (Romeo i Julija), a nastala je spojem Adriane Luigija (Lodovica) Grota te Orbecche Giambattiste Giraldija Cinthija. Neke je detalje izmijenio, a veliki je dio teksta slobodno preveo.  Drugo djelo mu je pastorala Raklica prema djelu Aminte Torquata Tassa.

### Dživoje Gučetić
Dživo Gučetić (Ivan Gozze, 1624. – 1667.), bio je pjesnik i prevoditelj u 17. stoljeću, a umro je u Dubrovniku 11. srpnja 1667. Isprva je u Italiji studirao za isusovca, a po povratku u Dubrovnik je napustio redovništvo i oženio se dubrovačkom plemkinjom Marijom Đamanić. Od predaka je također naslijedio bogatu obiteljsku knjižnjicu Gučetića, koju je oporučno ostavio potomcima. Napisao je više djela: 
- Drama "Io": to je dramatizacija jedne epizode iz Ovidijevih Metamorfoza, o Jupiterovoj ljubavnici Io koju je za kaznu Junona pretvorila u kravu, a potom ju je Jupiter uzdigao na nebo kao božicu Izidu. Prvo je tu dramu 1652. objavio na talijanskom, a potom ju je 1653. sam preveo i posvetio opatu Stjepanu Gradiću.
- Leon filozof: s latinskoga je također preveo 1651. isusovačku školsku dramu "Leon filozof", kojoj je prvi autor bio njegov rimski profesor teologije G.B. Giattini.